# Флейшер, Алексей Николаевич
Алексей Николаевич Флейшер (1902—1968) — русский эмигрант первой волны, участник Движения Сопротивления в Италии во время Второй мировой войны.

## Биография
Сын подполковника. Во время Гражданской войны учился в кадетском корпусе, в 1920 году был эвакуирован из Крыма.
Жил в Болгарии, где работал на кирпичном заводе, затем шахтером, потом перебрался в Люксембург, где работал на кожевенной фабрике, затем перебрался во Францию, где работал водителем экскаватора, машинистом подвесной дороги, был водителем итальянского дипломата в Ницце, затем жил в Югославии, где работал в Белграде водителем в греческой дипломатической миссии.
Когда в 1941 году в Югославию вторглись германские и итальянские войска, то Алексея Флейшера как человека русского происхождения, задержали и в начале 1942 года выслали в Италию. Там его поселили в одной из небольших деревень под надзором полиции. Однако вскоре он смог добиться разрешения на проживание в Риме, где в октябре 1942 года стал работать метрдотелем в посольстве Сиама (Таиланда). Таиланд выступал во Второй мировой войне на стороне Японии, поэтому он имел дипломатическое представительство в Италии, бывшей союзником Японии и нацистской Германии, а сотрудники сиамского посольства не вызывали особых подозрений у итальянских спецслужб.
После того, как в сентябре 1943 года на юге Италии высадились британо-американские войска, посольство Сиама было эвакуировано на север Италии, который, как и Рим, оккупировали германские войска, а Флейшер остался сторожить пустовавшее здание посольства в Риме, которое называли «Вилла Тай».

Флейшер, который был настроен антифашистски (он говорил, что он «не красный, не белый, а русский»), превратил здание таиландского посольства в штаб-квартиру антифашистского подполья. Как пишет Михаил Шкаровский: 
В сентябре 1943 г. он устроил в итальянской столице, в пустовавшем здании тайландского подворья «Вилле Тай» тайный госпиталь и приют для бежавших из лагерей советских военнопленных, которые затем вступали в партизанские отряды. В этом деле А. Флейшеру с декабря 1943 г. вплоть до освобождения Рима от немцев 4 июня 1944 г. помогали не только православные, но и русские католики восточного обряда— создавший по решению Восточной конгрегации Ватикана Комитет покровительства русским военнопленным князь С. Оболенский и русский священник Коллегии Руссикум Дорофей Бесчастный. Через «Виллу Тай» прошли сотни военнопленных, затем их распределяли по сорока конспиративным квартирам в Риме или переправляли в соседние горы, где были созданы три русских партизанских отряда.
Через итальянских подпольщиков Флейшер связался с советскими военнопленными, содержавшимися немцами в лагерях на территории Италии. В июле 1943 года немцы доставили 120 советских военнопленных в окрестности Рима, где их сначала использовали на строительстве объектов, а затем распределили между промышленными предприятиями и строительными объектами в пригородах Рима. Семьдесят пленных работало на демонтаже авиазавода в Монтеротондо, пятьдесят пленных работали на авторемонтном заводе в Браччано.
24 октября 1943 года Алексей Флейшер в сопровождении двух итальянских подпольщиков отправился в Монтеротондо, где в этот же день бежали 14 советских пленных, которых содержали на последнем этаже старинного Палаццо Орсини. Побег возглавили лейтенант Алексей Коляскин и ефрейтор Анатолий Тарасенко. Группа под руководством Тарасенко бежала через крышу дома. Группа Коляскина в воскресенье, когда немецкая охрана перепилась, напала на неё и перебила, после чего бежала. Проводник-итальянец провёл обе группы в пещеру, где их уже ждали местные партизаны. Затем был организован побег и других пленных.
Флейшер, получивший подпольную кличку «Червонный», подобрал в Риме около 40 конспиративных квартир, где скрывались советские военнопленные, присоединившиеся к итальянским партизанам. Сам Флейшер, отлично знавший немецкий язык, для разведки надевал форму офицера вермахта, ходил в ней по городу и общался с немцами, добывая таким образом ценную информацию для партизан. Флейшеру помогали другие русские эмигранты, составившие целую подпольную группу. Среди них были Сергей Оболенский, действовавший под прикрытием «Комитета покровительства русским военнопленным», Василий Сумбатов, который в своё время помог Флейшеру поступить на работу в таиландское посольство, Илья Толстой, художник Алексей Исупов, каменщик Кузьма Зайцев, Вера Долгина, священники Дорофей Бесчастный и Илья Марков.
В мае 1944 года британо-американские войска сумели прорвать германскую оборону южнее Рима и, соединившись с десантом, ранее высаженным у Анцио, заняли итальянскую столицу 4 июня 1944 года. Отряд советских бывших советских военнопленных под командованием Флейшера, Коляскина и Тарасенко 6 июня 1944 года вступил в бой с отступавшими немцами в районе Монтеротондо. Партизаны подбили два танка, перебили более ста немецких военнослужащих и 250 взяли в плен.
После этой победы партизаны прибыли в освобождённый Рим. Они решили поднять там советский красный флаг, чтобы подчеркнуть своё участие в освобождении Италии. Для этого был использован флаг Таиланда с «Виллы Тай». С красного полотнища сиамского флага был отпорот белый слон, а вместо него нашиты серп, молот и звезда. Под получившимся знаменем советские солдаты, распевая «Широка страна моя родная», вошли в ворота Порта Пиа. Оттуда они промаршировали к площади Святого Петра, где им салютовала швейцарская гвардия и где их принял папа Пий XII, который пригласил Флейшера и его людей на победный приём в Ватикан. Алексей Флейшер позже вспоминал: «Папа Римский со всеми с нами ласково обошёлся, раздавал нам свои портретики, чётки, потом отошёл и очень скромно в уголке сам помолился про себя. И, узнав, где мы живём, дал нам два автобуса, чтоб мы, значит, не пешком шли обратно уставшие, а возвращались на этих папских автобусах». Когда в освобождённый Рим прибыли представители властей СССР, Флейшер передал им 182 бывших советских военнопленных, в числе которых было 11 офицеров.
Описывая деятельность Флейшера в антифашистском подполье, Шкаровский также отмечает:
После освобождения Рима англо-американскими войсками штаб «Виллы Тай» был преобразован в Комитет покровительства бывшим военнопленным Красной армии, Флейшер некоторое время был его секретарем. Когда в итальянскую столицу прибыли представители советского правительства, для их встречи во дворе «Виллы Тай» выстроились 182 бывших военнопленных.
Сам Флейшер в 1956 году тоже прибыл в СССР. Он работал картографом в Ташкенте и написал мемуары, которые пока не изданы.

## В литературе
Флейшер упоминается без указания фамилии (как «шофёр из посольства Сиама») в стихотворении Евгения Евтушенко «Итальянские слёзы» (прототипом главного героя поэмы является Анатолий Тарасенко, с которым Евтушенко был лично знаком).